# Bộ Bèo ong
Bộ Bèo ong (danh pháp khoa học: Salviniales, trước đây gọi là Hydropteridales (nghĩa là "dương xỉ nước") và bao gồm cả bộ Marsileales cũ, là một bộ dương xỉ trong ngành Pteridophyta. Tất cả các loài trong bộ này là thực vật thủy sinh và khác với các loài dương xỉ còn lại ở chỗ chúng là dị bào tử, nghĩa là chúng sinh ra hai kiểu bào tử khác nhau là đại bào tử và tiểu bào tử để phát triển thành hai kiểu thể giao tử khác nhau (tương ứng là thể giao tử cái và đực) và ở chỗ các thể giao tử của chúng là nội bào, nghĩa là chúng không bao giờ phát triển ngoài thành bào tử và không thể lớn hơn các bào tử đã sinh ra chúng. Với tính chất dị bào và thể giao tử nội bào thì chúng tương tự nhiều hơn với thực vật có hạt hơn là với dương xỉ.
Các loài trong bộ này khác nhau đáng kể về hình dạng và nhìn bề ngoài hoàn toàn không giống như dương xỉ. Các loài trong các họ Azollaceae và Salviniaceae sống trôi nổi trên mặt nước, trong khi các loài của họ Marsileaceae lại mọc rễ để bám vào đất. Tuy nhiên, các loài sống trôi nổi có thể nhất thời sống trên nền bùn lầy trong thời kỳ ít nước và họ Marsileaceae có thể sống chìm hoặc nổi trên mặt nước, phụ thuộc vào loài và khu vực.
Tồn tại một số thành viên hóa thạch đã biết của bộ Marsileales cũ, Hydropteris (incertae sedis).

## Phân loại
- Azollaceae (họ bèo hoa dâu) có một chi duy nhất là chi bèo hoa dâu (Azolla) với khoảng 7 loài[1]. Chi Azolla đôi khi được gộp trong họ Salviniaceae[1][2].
- Marsileaceae (cỏ bợ): gồm 3 chi đang sinh tồn (Marsilea với khoảng từ 45 đến 65, 70 loài (tùy tác giả); Pilularia 5-6 loài; Regnellidium chỉ còn 1 loài duy nhất Regnellidium diphyllum) và 2 chi chỉ còn hóa thạch (Regnellites, Rodeites).
- Salviniaceae (họ bèo ong) gồm khoảng 10-12 loài trong chi bèo ong Salvinia.

## Phát sinh chủng loài
Cây phát sinh chủng loài dưới đây lấy theo Nagalingum và ctv. (2008).

|  | Marsilea                                                   |
|  |                                                            |
|  | \| \| Pilularia \| \| \| \| \| \| Regnellidium \| \| \| \| |
|  |                                                            |
|  | Pilularia                                                  |
|  |                                                            |
|  | Regnellidium                                               |
|  |                                                            |

|  | Pilularia    |
|  |              |
|  | Regnellidium |
|  |              |

|  | Azolla   |
|  |          |
|  | Salvinia |
|  |          |

|  | Marsilea                                                   |
|  |                                                            |
|  | \| \| Pilularia \| \| \| \| \| \| Regnellidium \| \| \| \| |
|  |                                                            |
|  | Pilularia                                                  |
|  |                                                            |
|  | Regnellidium                                               |
|  |                                                            |

|  | Pilularia    |
|  |              |
|  | Regnellidium |
|  |              |

|  | Azolla   |
|  |          |
|  | Salvinia |
|  |          |